# Aracá-Uakari
Der Aracá-Uakari (Cacajao ayresi) ist eine Affenart aus der Gattung der Uakaris innerhalb der Familie der Sakiaffen (Pitheciidae). Aracá-Uakaris bewohnen ein kleines, zwischen Rio Negro und Rio Branco gelegenes Gebiet im äußersten Norden Brasiliens nahe der Grenze zu Venezuela. Das Gebiet stimmt in etwa mit dem Einzugsgebiet des Rio Curuduri überein. Die genauen Grenzen des Verbreitungsgebietes sind noch nicht bekannt.

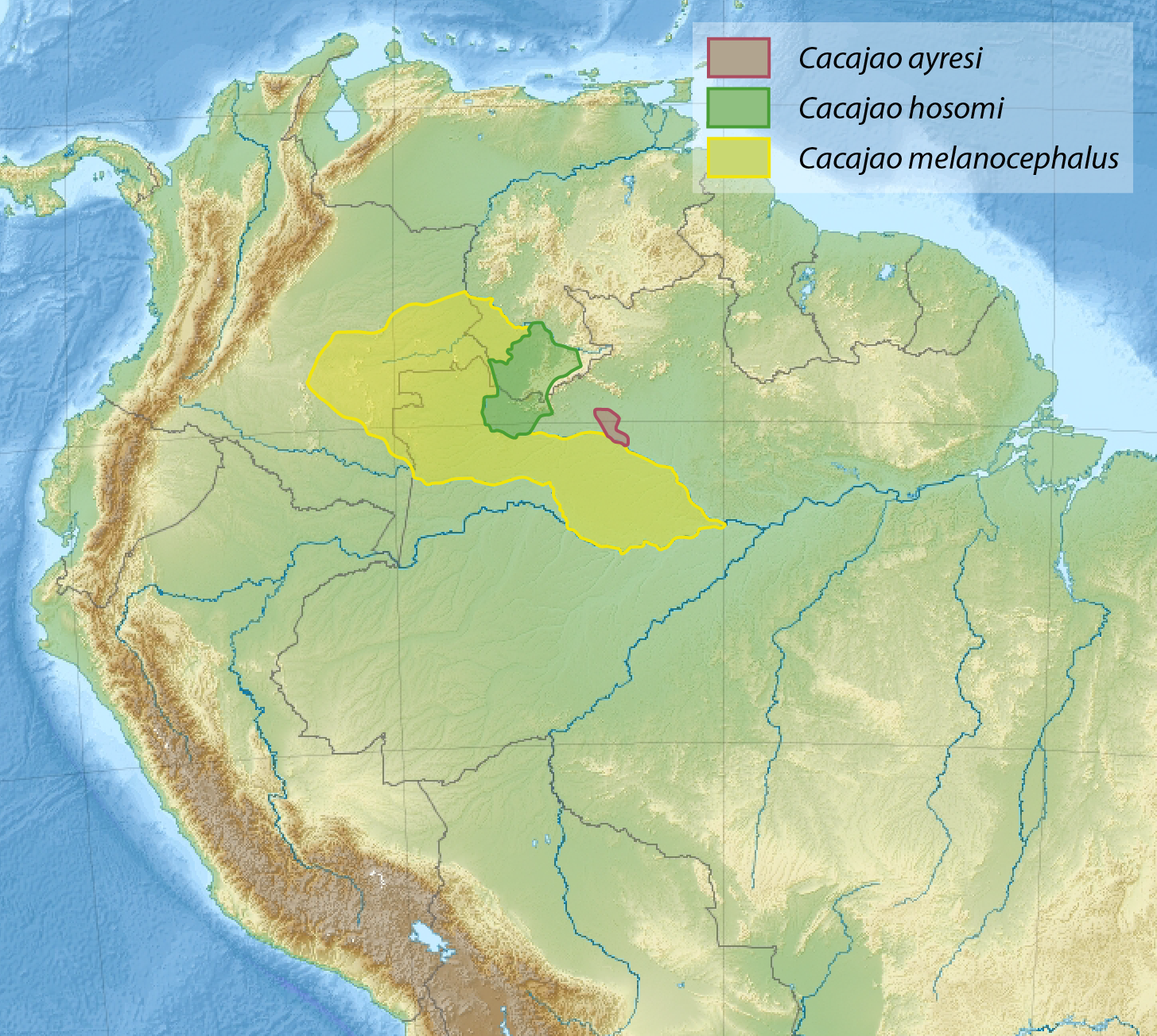
Rötlich – das kleine Verbreitungsgebiet des Aracá-Uakaris

## Merkmale
Aracá-Uakaris ähneln den Schwarzgesicht-Uakaris, sie haben aber ein dunkleres Fell und sind etwas kleiner. Die Kopfrumpflänge beträgt 36 bis 40 Zentimeter, der Schwanz ist wie bei allen Uakaris deutlich verkürzt und misst 16 bis 18 Zentimeter. Das Gewicht beträgt 2 bis 2,5 Kilogramm. Das Fell ist überwiegend schwarz gefärbt, am Rücken hat es einen leichten Rotstich. Die Haare an der Schulterregion sind verlängert (ca. 6 – 7 cm lang) und bilden einen deutlich sichtbaren Mantel. Der Kopf ist mit Ausnahme der Oberseite unbehaart, er ist schwarz gefärbt. Die Ohren sind im Unterschied zu den Ohren der beiden anderen Arten von schwarzen Uakaris nicht vollständig von Haaren bedeckt.
Von den drei Arten der schwarzen Uakaris hat der Aracá-Uakari das dunkelste Fell. Es ist kürzer und dünner als das des Schwarzkopfuakaris und von ähnlicher Länge und Dicke wie das des Spix-Schwarzkopfuakaris. Dessen Fell hat aber eine überwiegend gelblich-braune Färbung, die in starkem Kontrast zum schwärzlich-rötlichen Farbton des Fells der beiden anderen Arten steht.

## Systematik
Der Aracá-Uakari wurde 2008 als eine vom Schwarzkopf-Uakari (Cacajao melanocephalus) getrennte Art beschrieben und zu Ehren des brasilianischen Primatologen und Naturschützers José Márcio Ayres benannt. Sein deutschsprachiger Name erinnert an den Fundort des Typusexemplars, den Rio Aracá. Ferrari und Kollegen gaben dem Aracá-Uakari den Rang einer Unterart des Schwarzgesicht-Uakaris. Die IUCN listet ihn seit 2021 als eigenständige Art und auch in anderen taxonomischen Datenbanken wird der Aracá-Uakari als valide Art geführt.

## Lebensweise und Gefährdung
Über die Lebensweise dieser Art weiß man noch sehr wenig. Wahrscheinlich sind sie wie Schwarzgesicht-Uakaris tagaktive Baumbewohner, die in größeren Gruppen leben und sich von hartschaligen Früchten und Samen ernähren. Die IUCN listet den Aracá-Uakari trotz seines kleinen Verbreitungsgebietes, in dem es keine Schutzgebiete gibt und wo er auch bejagt wird, als nicht gefährdet (Least Concern).